# Karl von Eckartshausen
Karl von Eckartshausen (Haimhausen, 28 juni 1752 –  München, 12 mei 1803) was een invloedrijke Duitse auteur die bekend geworden is door zijn publicaties over natuurfilosofie en christelijke theosofie. Zijn belangrijkste werken zijn in meerdere talen uitgegeven en worden gerekend tot de Westerse esoterie. Von Eckartshausen noemt zelden zijn bronnen, maar het is duidelijk dat hij zich heeft laten inspireren door in ieder geval de Bijbel, Paracelsus, Jakob Boehme, alchemie en kabbala. Op zijn beurt was hij een belangrijke inspiratiebron voor onder andere Leo Tolstoy, Arthur Edward Waite en Jan van Rijckenborgh. Bekende Duitse schrijvers en dichters uit zijn tijd - onder wie Goethe, Friedrich von Schiller en Novalis - waren bekend met zijn werken.

## Levensbeschrijving
De Franse onderzoeker Antoine Faivre publiceerde in 1969 in Parijs zijn proefschrift over zijn uitgebreide studie naar Karl von Eckartshausen en zijn werk.
Von Eckartshausen werd in geboren als de zoon van een kasteelheer Karl von Haimhausen en diens hoofd van de huishouding Maria Anna Eckart. Aangezien zijn adellijke familie hem niet erkende, nam hij later de naam Von Eckartshausen aan. Hij studeerde rechten en filosofie aan de universiteit van Ingoldststad in het katholieke Beieren. Op 24-jarige leeftijd werd hij lid van de Academie van Wetenschappen, nadat hij een jaar daarvoor in de adelstand verheven was.
Van 1780-1783 was hij ‘Bucherzensur-Rat’, een soort financial controller. Daarna, in 1784 het jaar waarin hij ook trouwde met Gabriéle, de dochter van de lijfarts van de keurvorst van Beieren, werd hij benoemd tot ‘werkelijke geheime archivaris’ en drie jaar voor zijn dood in 1799, ‘eerste geheime huisarchivaris’. Binnen het vorstenhuis van Beieren heeft hij het staatsarchief opgezet en georganiseerd. Een ander belangrijk deel van zijn baan bestond uit het bijhouden van de persoonlijke correspondentie van zijn meesters.
Voor zijn broodheer schreef Von Eckartshausen veel teksten en ook verzorgde hij lezingen en officiële redevoeringen. Naast zijn baan was Von Eckartshausen in de gelegenheid om boeken te schrijven over onderwerpen die hem interesseerden. Hij had contacten met vooraanstaande natuurwetenschappers, juristen, dichters en filosofen. Von Eckartshausen schreef meer dan honderd titels waaronder boeken over zedenleer, jeugdboeken, toneelstukken en zeer diepzinnige spirituele boeken waardoor hij bekend is geworden en gebleven. Zijn bekendste werk is 'De wolk boven het heiligdom' en bestaat uit zes brieven. Hij streefde naar innerlijke verlichting en spoorde anderen in zijn geschriften aan om daar ook naar te streven.
Hoewel hij belangrijke functies bekleedde en invloedrijke werken schreef (waarvan sommige postuum werden uitgegeven), was hij vaak arm en leed hij gebrek. In 1803 stierf hij onder trieste omstandigheden. Na Gabriéle was hij voor een derde keer getrouwd, dit maal vrij ongelukkig en hij liet zes kinderen in behoeftige omstandigheden na.

## Vertalingen van zijn werken in het Nederlands
- De mysteriën der ware religie (Über die wichtigsten Mysterien der Religion, 1823), Rozekruis Pers 1983, ISBN 978-90-701-9695-0
- De wolk boven het heiligdom (Die Wolke über dem Heiligtum, 1802), Rozekruis Pers 1991, ISBN 978-90-673-2072-6
- De magische krachten van de natuur (Über die Zauberkräfte der Natur, 1819), Rozekruis Pers 1992, ISBN 978-90-673-2094-8
- Enkele woorden uit het binnenste (Einige Worte aus dem Innersten, für die, die noch im Tempel und in den Vorhöfen sind, 1797), Rozekruispers 1993, ISBN 978-90-673-2113-6

- Bibsys: 2017719
- Biblioteca Nacional de España: XX831358
- Bibliothèque nationale de France: cb121221730 (data)
- Catàleg d'autoritats de noms i títols de Catalunya: 981058522930106706
- Gemeinsame Normdatei: 119552590
- International Standard Name Identifier: 0000 0001 0784 8547
- Library of Congress Control Number: n80137649
- Nationale Bibliotheek van Letland: 000059701
- Nationale Bibliotheek van Tsjechië: jo2002112988
- Nationale Bibliotheek van Israël: 987007308100205171
- Nationale Bibliotheek van Polen: a0000001048563
- Nederlandse Thesaurus van Auteursnamen: 068352239
- Système universitaire de documentation: 02963864X
- Virtual International Authority File: 84099920
- WorldCat: E39PBJy8wkHq994cbF8VJbqfbd